# Obersüßbach
Obersüßbach (bairisch meist kurz als Siaßbo bezeichnet) ist eine Gemeinde im niederbayerischen Landkreis Landshut. Die Gemeinde ist Mitglied der Verwaltungsgemeinschaft Furth.

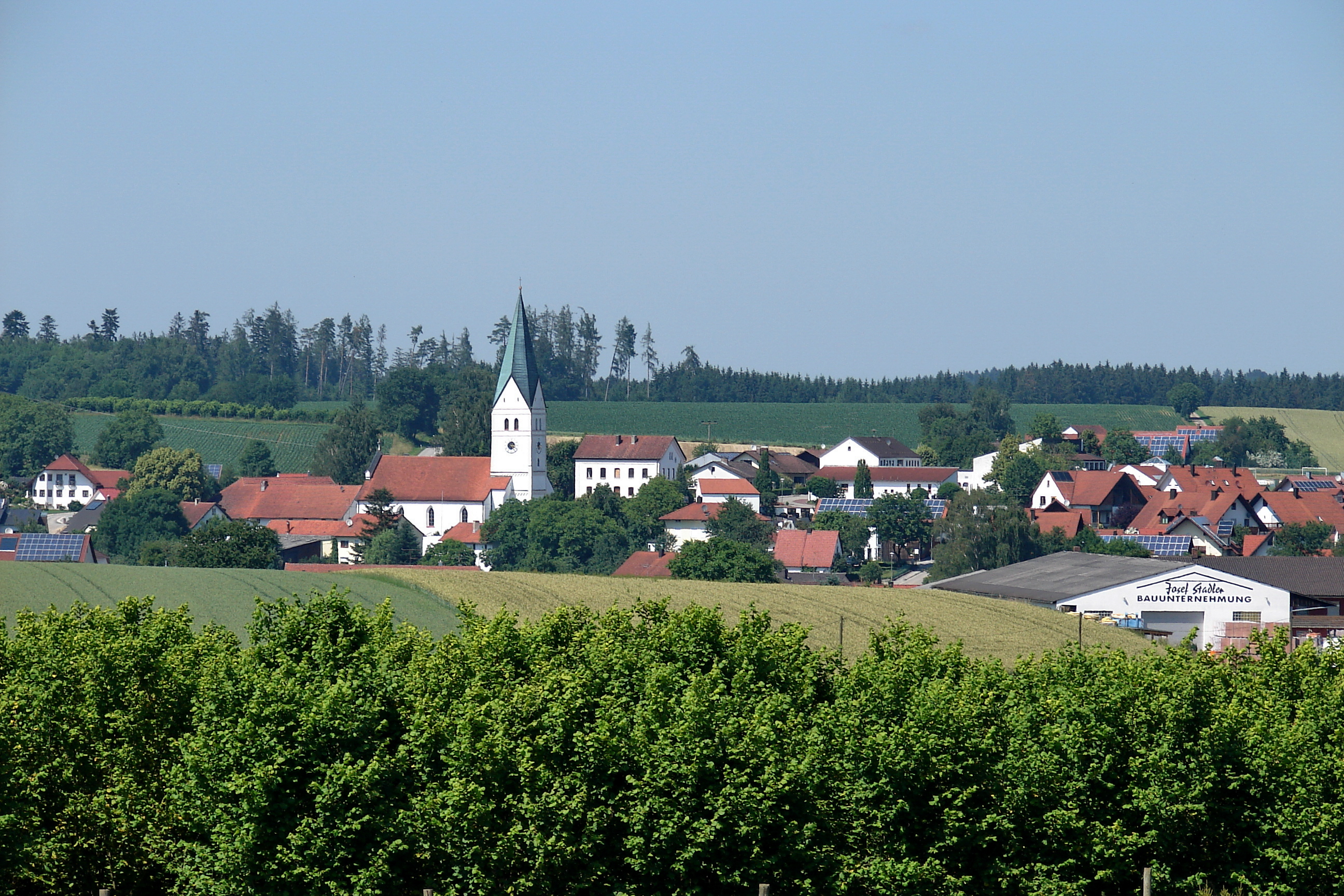
Ortsansicht von Süden

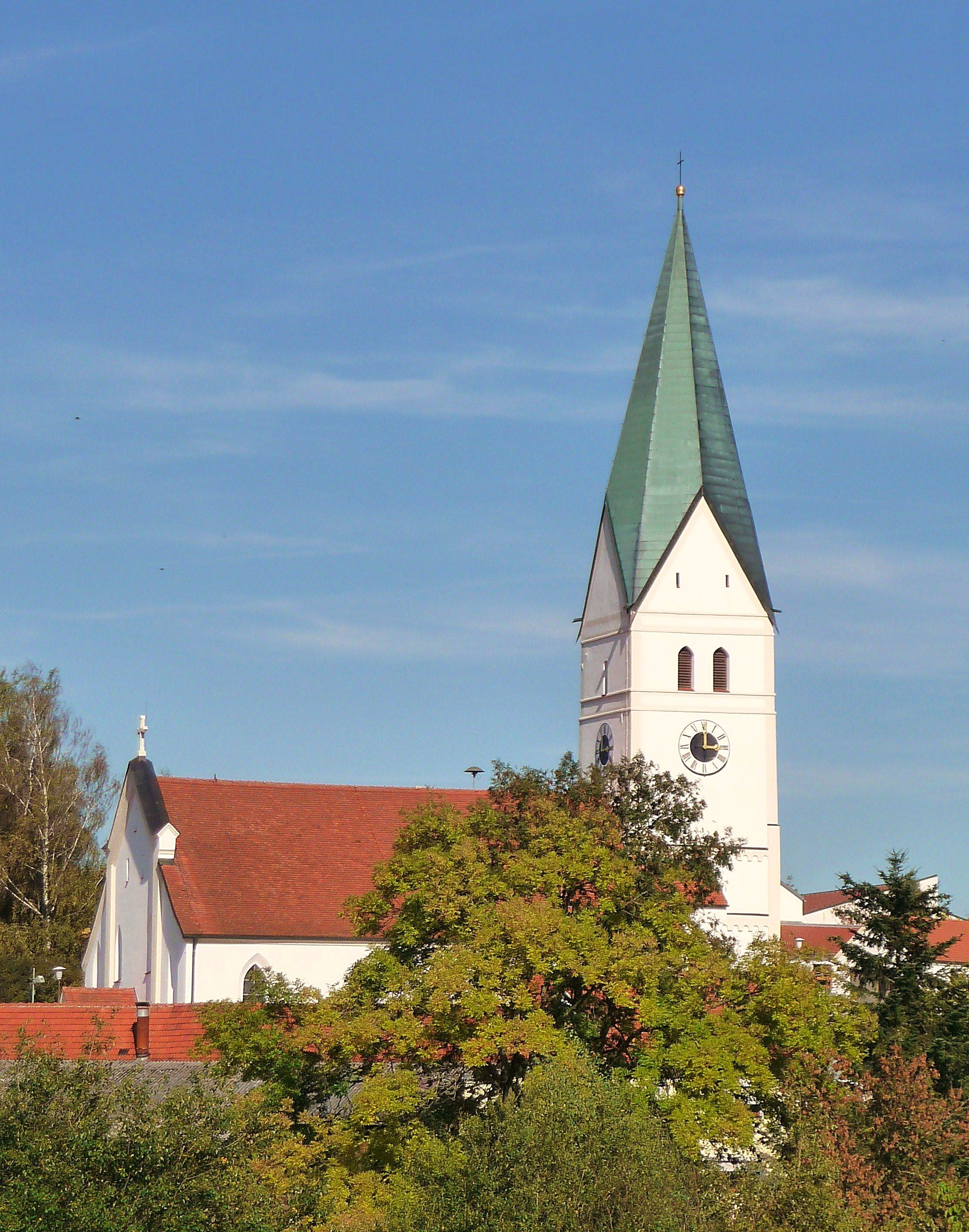
Die Pfarrkirche St. Jakob

## Geographie

### Geographische Lage
Obersüßbach liegt am Süßbach in der Hallertau.

### Gemeindegliederung
Es gibt 23 Gemeindeteile (in Klammern ist der Siedlungstyp angegeben):
- Abraham (Einöde)
- Aggstall (Einöde)
- Eck (Einöde)
- Freyung (Einöde)
- Haslau (Weiler)
- Kolmöd (Einöde)
- Kothineck (Einöde)
- Martinszell (Weiler)
- Niedermünchen (Weiler)
- Niedersüßbach (Kirchdorf)
- Obermünchen (Kirchdorf)
- Obersüßbach (Pfarrdorf)
- Reitersberg (Weiler)
- Thal (Einöde)
- Traich (Weiler)
- Ulrichsried (Weiler)
- Ungarischwall (Einöde)
- Unterviecht (Weiler)
- Walchzell (Einöde)
- Waltendorf (Weiler)
- Winkel (Weiler)
- Winkelsbach (Einöde)
- Zieglreuth (Weiler)

## Geschichte

### Bis zum 19. Jahrhundert
Früheste Hinweise für eine Besiedelung der Gegend um Obersüßbach sind Hügelgräber bei Niedersüßbach aus der Zeit 1800–1200 v. Chr. Um 600 erfolgte eine erste Besiedelung durch die Bajuwaren.
Im Jahre 814 vermachte ein adeliger Abt Richpald 14 Meierhöfe in „Sezpah“ und vier in „Niuuinhusen“ (Neuhausen) dem Kloster St. Emmeram in Regensburg. Aus dieser Zeit stammt auch eine Gründungsurkunde, im Bayerischen Hauptstaatsarchiv in München. Am 28. Oktober 814 kam ein Mönch mit Namen Ratolf als Seelsorger nach Sezpah. Um 935 wurden Obersüßbach, Obermünchen und Niedermünchen in einem Verzeichnis des Klosters Tegernsee erwähnt. Von etwa 1060 an war die Familie Kärgel bis 1615 in Sießbach und Furth ansässig und bestimmend. Im Jahre 1605 wurde von einer 1000-Jahr-Feier in Obermünchen berichtet, demnach gab es die Siedlung Obermünchen bereits seit 605. Von 1615 bis 1686 waren die Gumppenberg die Schlossherren von Sießbach. Dem Dreißigjährigen Krieg von 1618 bis 1648 fiel auch Sießbach zum Opfer. Im Jahre 1632 wurden Dorf und Schloss von den Schweden dem Erdboden gleichgemacht. In dieser Zeit wütete auch die Pest in der Gegend. Durch Heirat der Erbin Maria Johanna von Gumppenberg mit Johann Wilhelm von Lerchenfeld kamen die Besitztümer 1686 in die Hände der Lerchenfeld. Weitere Hofmarkherren waren die Freiherren von Wadenspann und die Freiherren von Hornstein bis 1848.
Im Zuge der Verwaltungsreformen in Bayern entstand mit dem Gemeindeedikt von 1818 die heutige Gemeinde, die die Orte Obersüßbach, Abraham, Freyung und Niedersüßbach umfasste. 1848 wurden die Hofmarkrechte aufgehoben und das Patrimonialgericht der Freiherren von Hornstein aufgelöst. Die Höfe wurden Eigentum der Bauern.

### Eingemeindungen
Im Zuge der Gebietsreform in Bayern wurden am 1. Mai 1978 die Gemeinden Martinszell (vier Ortsteile kamen allerdings zu Volkenschwand), Obermünchen und große Teile der aufgelösten Gemeinde Holzhausen eingegliedert.

### Einwohner
Gemäß Bayerischem Landesamt für Statistik  haben sich die Einwohnerzahlen jeweils zum 31. Dezember eines Jahres wie folgt entwickelt:
| Stand | Einwohner |
| ----- | --------- |
| 1960  | 1014      |
| 1970  | 0983      |
| 1980  | 0974      |
| 1990  | 1236      |
| 1995  | 1404      |
| 2000  | 1550      |
| 2005  | 1701      |

| Stand | Einwohner |
| ----- | --------- |
| 2006  | 1714      |
| 2007  | 1725      |
| 2008  | 1729      |
| 2009  | 1751      |
| 2010  | 1727      |
| 2011  | 1708      |
| 2012  | 1715      |

| Stand | Einwohner |
| ----- | --------- |
| 2013  | 1710      |
| 2014  | 1717      |
| 2015  | 1734      |
| 2016  | 1752      |
| 2017  | 1753      |
| 2018  | 1744      |

Seit 1972, dem Jahr der Gemeindereform, hat sich die Einwohnerzahl bis 2015 um 746 Personen erhöht. Das entspricht einem Wachstum von 75,51 Prozent. In den letzten zehn (fünf) Jahren wuchs die Einwohnerzahl um 1,17 (1,52) Prozent.
| Alter         | Einwohner nach Alter |
| ------------- | -------------------- |
| jünger als 18 | 21,8 %               |
| 18 bis 29     | 14,2 %               |
| 30 bis 49     | 31,0 %               |
| 50 bis 64     | 19,4 %               |
| älter als 65  | 13,6 %               |

## Politik
Acht Monate nach Kriegsende fanden am 27. Januar 1946 die ersten Kommunalwahlen (Gemeinderatswahlen) in den kreisangehörigen Gemeinden Bayerns statt. In den Monaten April und Mai 1946 folgten dann noch die ersten Wahlen der Bürgermeister, Landräte sowie Kreistage. 2006 wurde das 60-jährige Jubiläum begangen.
Die Gemeinde ist Mitglied in folgenden Zweckverbänden:
- Regionaler Planungsverband Landshut
- Schulverband Furth
- Schulverband Pfeffenhausen
- Zweckverband Wasserversorgung Hallertau

Obersüßbach gehört zur Verwaltungsgemeinschaft Furth.
| Gemeinde    | Wappen | Fläche km² | Einwohner 31. Dezember 2023 | EW-Dichte EW je km² | Höhe über NHN |
| ----------- | ------ | ---------- | --------------------------- | ------------------- | ------------- |
| Furth       |        | 20,97      | 3.647                       | 174                 | 428           |
| Obersüßbach |        | 23,58      | 1.734                       | 74                  | 472           |
| Weihmichl   |        | 32,16      | 2.521                       | 78                  | 440           |

Die Verwaltungsgemeinschaft Furth erbringt 304 verschiedene behördliche Leistungen.

### Gemeinderat
Der Gemeinderat Obersüßbach besteht aus zwölf Mitgliedern und dem Bürgermeister, die alle der Gemeinsamen Liste angehören.

### Wappen
| Wappen von Obersüßbach | Blasonierung: „Schräg geteilt von Silber und Rot, oben ein auswärts schreitender, rot bewehrter schwarzer Bär, unten eine silberne Hopfendolde mit einem Blatt.“ |
| Wappen von Obersüßbach | Wappenbegründung: Die Schrägteilung mit dem schreitenden schwarzen Bären erinnert an das altbayerische Adelsgeschlecht von Kärgl auf Furth und Süßbach, das seit 1327 nachweislich Rechte in Ober- und Niedersüßbach und bis 1615 die Hofmarksherrschaft besaß. Die Farben Silber und Rot sind vom Wappen der Grafen von Lerchenfeld hergeleitet, die von 1678/80 bis 1793 Inhaber der beiden Hofmarken waren. Die Hopfendolde unterstreicht die Bedeutung des Hopfenanbaus im Gemeindegebiet. Wappenführung seit 1982 |

## Wirtschaft und Infrastruktur
In Folge einer entsprechenden Bewertung der Wirtschaftskraft der Gemeinde Obersüßbach sind die Schlüsselzuweisungen von 503.988 Euro im Jahr 2019 um 4,4 Prozent auf 481.992 Euro für das Jahr 2020 zurückgegangen.
| Zuweisungen an       | Jahr    | Jahr    | Jahr    | Jahr    | Jahr    | Jahr    |
| Zuweisungen an       | 2015    | 2016    | 2017    | 2018    | 2019    | 2020    |
| -------------------- | ------- | ------- | ------- | ------- | ------- | ------- |
| Gemeinde Obersüßbach | 377.176 | 427.500 | 365.684 | 409.400 | 503.988 | 481.992 |

### Breitbandausbau
Im Rahmen der Richtlinie zur Förderung des Aufbaus von Hochgeschwindigkeitsnetzen im Freistaat Bayern vom 10. Juli 2014 steht den Gemeinden ein Förderbetrag von mindestens 500.000 Euro und maximal 950.000 Euro zur Verfügung; für Obersüßbach beträgt dieser bis zu 850.000 Euro.

### Bauen und Wohnen
| Gemeindeteil  | Wohnbauflächen ausgewiesene Baugebiete | unbeplanter Innenbereich | ausgewiesene gewerbliche Bauflächen | Ackerland |
| ------------- | -------------------------------------- | ------------------------ | ----------------------------------- | --------- |
| Obersüßbach   | 95 € 45 € SO Weinberg- siedlung        | 95 €                     | 30 €                                | 6 €       |
| Niedersüßbach |                                        | 70 €                     |                                     | 6 €       |
| Obermünchen   |                                        | 50 €                     |                                     | 6 €       |
| Martinszell   |                                        | 40 €                     |                                     | 6 €       |

### Bildung
- Grundschule Obersüßbach
- Gemeindekindergarten Obersüßbach
- Gemeindebücherei Obersüßbach
- Volkshochschule Weihmichl – Furth – Obersüßbach

## Baudenkmäler

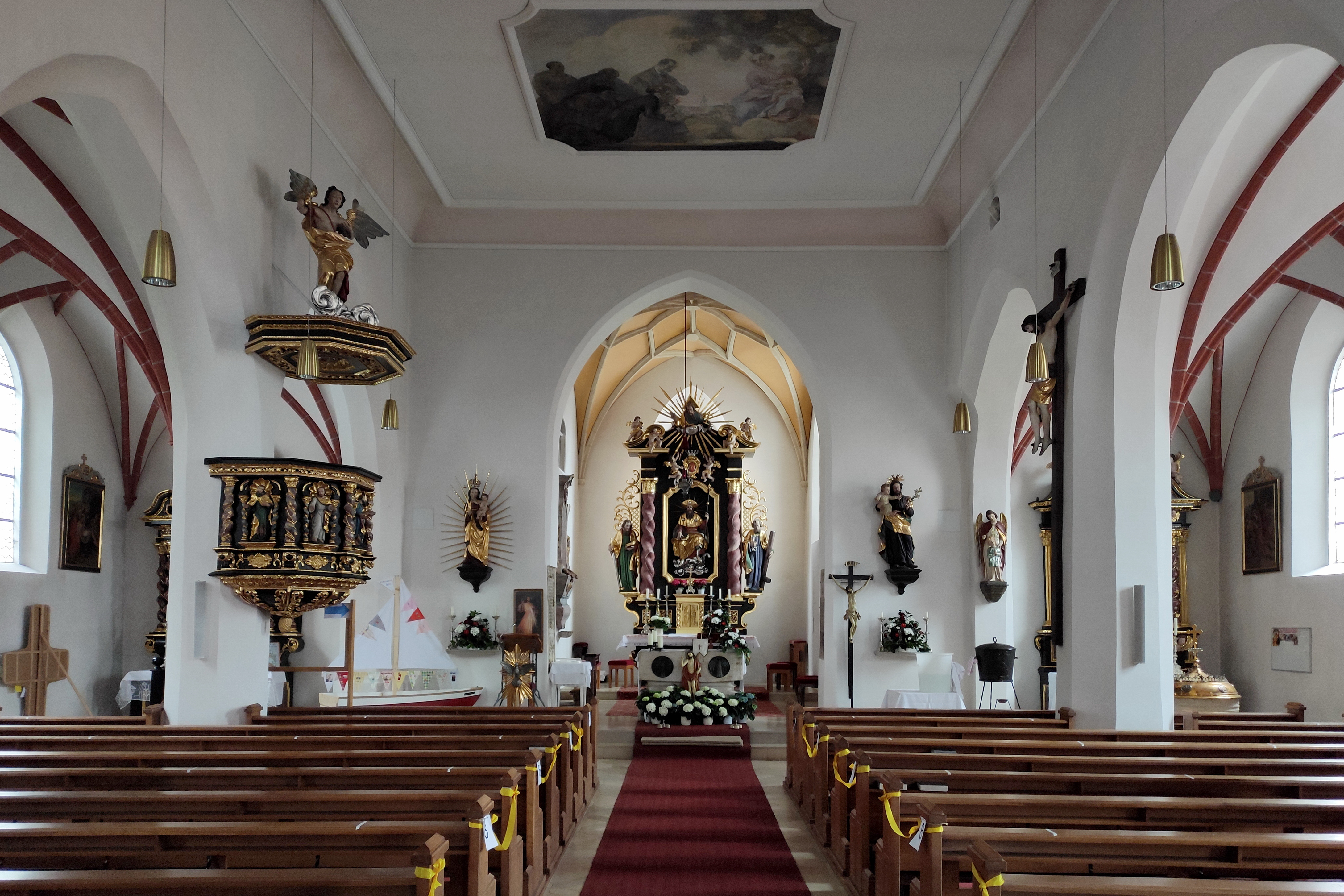
Pfarrkirche St. Jakobus der Ältere: Innenraum

- Pfarrkirche St. Jakob: Die romanische Anlage aus dem 12. oder 13. Jahrhundert wurde im 15. Jahrhundert gotisch verändert. 1877 bis 1880 wurden die beiden Seitenschiffe, die ganze Westachse und die zweigeschossige Sakristei angebaut. Im Inneren befinden sich Seitenaltäre aus dem 17. Jahrhundert  und ein gotischer Taufstein aus dem 14. Jahrhundert.

## Söhne und Töchter der Gemeinde
- Georg Kaspar Nagler (1801–1866), Kunsthistoriker und Kunstschriftsteller